# 都市主義
都市主義（英語：Urbanism），是對城鎮居民居住在建成環境的研究。
許多建築師、規劃師、地理學家和社會學家調查市民在人口稠密的城區的生活方式，而都市化研究有多種不同的理論和方法。然而，在某些國際語境中，「都市主義」是城市規劃的同義詞，而「都市规划专家」則是指城市規劃師。
「都市主義」一詞起源自於19世紀後期的西班牙工程建築師伊迪芬斯·塞爾達，他目的是創造一種專注於城市空間組織的自主活動。都市主義在20世紀早期的出現與集中制造业、混合用途住宅區、社會組織和網絡的興起息息相關，並被描述為「政治、社會和經濟公民的融合」。

## 外部連結
- 都市主義的國際論壇 （页面存档备份，存于）